# Масальский, Владислав Иванович
Князь Владисла́в Ива́нович Маса́льский (пол. Władysław Massalski; 30 января 1859, Виленская губерния, Российская империя — 24 ноября 1932, Варшава, Польша) — российский и польский ботаник, сельскохозяйственный деятель, географ, путешественник и исследователь Кавказа и Средней Азии.

## Биография
Родился 30 января 1859 года.
В 1879 году он окончил гимназию в Вильне.
В 1883 году окончил естественное отделение Физико-математический факультет Императорского Санкт-Петербургского университета со степенью кандидата за сочинение «Очерк климата и флоры Друскининкай». Эта работа была опубликована на польском языке в «Przegląd Fizjografowy». Основным объектом его интересов, однако, были агротехнологии, гидрология и география. В 1885 году он был командирован Русским географическим обществом в Закавказье для геоботанических исследований в районе Батума. Вернувшись в Петербург в том же году, он был назначен ассистентом кафедры ботаники Медико-хирургической академии. В 1886 году он снова поехал в Карский округ на границе Малой Азии, затем в Закаспийский край, в Туркестан и Бухару, а также на Кавказ для исследований в области сельскохозяйственных культур.
Был специалистом освоения степных земель. Внёс важный вклад в изучение и экономическое развитие Центральной Азии. Занимался вопросами хлопководства и повышением уровня садоводства в азиатских регионах Российской империи.
В 1887 году он оставил научную карьеру и устроился на работу в Министерство земледелия в Петербурге, где оставался в течение следующих двадцати лет. В 1893—1905 годах занимал должность заместителя директора Департамента земледелия, а в 1905—1907 годах — директора. В 1909 году стал директором отдела мелиорации сельскохозяйственных земель.
За монографию по исследованию Казахстана («Туркестанский край», 1913, Петербург) Масальский был награждён в 1914 году золотой медалью им. П. П. Семёнова Русского географического общества.
После революции 1917 года вышел в отставку, но вскоре был избран членом учёного комитета Наркомзема. С 1919 года был профессором Ташкентского университета, где читал лекции по экономической географии. Будучи профессором университета, он проводил аграрные, географические и ботанические исследования в Туркменистане, Таджикистане, Казахстане и в Кавказском регионе.
В 1922 году Владислав Масальский в рамках репатриации поляков выехал в Польшу. В 1924 году он был назначен заведующим отделом Верховной палаты государственного контроля, где прослужил год. В 1926 году был избран председателем Польского географического общества и оставил эту должность из-за болезни в 1931 года, став почётным членом Общества.
В. И. Масальский оставил многочисленные труды и научные публикации по вопросам, касающимся Центральной Азии. Автор многих статей в Энциклопедическом словаре Брокгауза и Ефрона.
Умер 24 ноября 1932 года в Варшаве.
С 9 октября 1888 года был женат на дочери действительного статского советника П. А. Мулюкина (1827—1902), Вере Павловне (1863—?). Их дети: Александр (1891—?) и Нина (1895—1979).

## Публикации
- Россия. Полное географическое описание нашего отечества: Настольная и дорожная книга для русских людей. Том XIX. Туркестанский край. — СПб., изд. А.Ф. Девриена, 1913 — 862 c.
- Nowe badania archeologiczno-historyczne w Mongolii północnej. Przegląd Geograficzny, 1926 pp. 134–137.
- Pierwszy Polak w Afganistanie. Przegląd Geograficzny, 1928 pp. 155–167 (artykuł o Janie Witkiewiczu)
- Północno-wschodnia granica zasięgu pinii . Przegląd Geograficzny, 1929 pp. 166–169.
- Problemat Mandżurii . Przegląd Geograficzny, 1931 pp. 128–136.
- Amu-Daria i jej dorzecze. Przegląd Geograficzny,1932  pp. 1–76.

## Виды растений с именем Масальского
Именем В. И. Масальского были названы несколько растений:
- Campanulaceae Campanula massalskyi Fomin — in Fl. Cauc. Crit. iv. VI. 78 (1905) - Колокольчик Масальского.
- Compositae Cousinia massalskyi C.Winkl. — C. Winkl. in Act. Hort. Petrop. xi. (1889) 131 in obs.
- Leguminosae Astragalus massalskyi Grossheim — Fl. Kavkaza, ed. 2, v. 444 (1952).
- Salicaceae Salix massalskyi Gorz — in Grossheim, Fl. Kauk. II. (1930); cf. Fedde, Repert. xxviii. 116 (1930).